# دانيال جاربر
دانيال جاربر (بالإنجليزية: Daniel Garber)‏ هو رسام أمريكي، ولد في 11 أبريل 1880 في نورث مانشستر في الولايات المتحدة، وتوفي في 5 يوليو 1958 في Cuttalossa, Pennsylvania ‏ في الولايات المتحدة.